# اوست-سما
اوست-سما (به لاتین: Ust-Sema) یک منطقهٔ مسکونی در روسیه است که در جمهوری آلتای واقع شده‌است.